# Alexander Bottini
 (janvier 2017).
Si vous disposez d'ouvrages ou d'articles de référence ou si vous connaissez des sites web de qualité traitant du thème abordé ici, merci de compléter l'article en donnant les références utiles à sa vérifiabilité et en les liant à la section « Notes et références ».
Alexander José Bottini García (né le 7 mai 1969 à Maturín au Venezuela et mort le 18 mai 2002 dans la même ville) est un joueur de football international vénézuélien, qui évoluait au poste d'attaquant.

## Biographie

### Carrière en club
Il termine meilleur buteur du championnat vénézuélien en 1991 avec 15 buts.

### Carrière en sélection
Avec l'équipe du Venezuela, il joue un match (pour aucun but inscrit) en 1991[réf. nécessaire]. 
Il figure dans le groupe des sélectionnés lors des Copa América de 1989 et de 1991.

## Palmarès
Monagas
- Championnat du Venezuela :
  - Meilleur buteur : 1990-91 (15 buts).